# ザ・スナイパー
『ザ・スナイパー』（原題: THE CONTRACT）は、2006年のアメリカ合衆国の映画。

## キャスト
※括弧内は日本語吹替
- フランク・カーデン - モーガン・フリーマン（菅生隆之）

凄腕のスナイパー。FBIから追われている。
- レイ・キーン - ジョン・キューザック（家中宏）

元警官の体育教師。2年前に妻を亡くしている。
- クリス・キーン - ジェイミー・アンダーソン（下野紘）

レイの息子。母を亡くして心を閉ざしている。キャンプに行った体験からサバイバル知識や技術がそれなりにあり、それが逃走に役立った。要注意人物の立場であるカーデンに強気に意見したり、少年ながらに殺人を目撃しても、それなりに冷静でいられる気丈な性格。
- グウェン・マイルズ - アリス・クリーグ（唐沢潤）
- サンドラ - ミーガン・ドッズ（加藤悦子）
- デイヴィス - コーリイ・ジョンソン（楠見尚己）

カーデンの仲間。
- ターナー - ジョナサン・ハイド （仲野裕）

カーデンの仲間。
- エド・ウェインライト署長 - ビル・スミトロヴィッチ（辻親八）
- ロイコ - アンソニー・ウォーレン（小松史法）

カーデンの仲間。
- エヴァンス - ネッド・ベラミー（ふくまつ進紗）
- ジョンソン - トーマス・ロックヤー（竹田雅則）

カーデンの仲間。
- マイケルズ - イアン・ショウ
- ロクラン - ライアン・マクラスキー（間宮康弘）
- ロビンス - メイナード・エジアシー（白熊寛嗣）
- ジェニングス - ウィリアム・タプリー（丸山壮史）